# Azura Skye
Azura Skye, pseudonimo di Azura Dawn Storozynski (Los Angeles, 8 novembre 1981), è un'attrice statunitense di origini polacche.

## Biografia
Nata Azura Dawn Storozynski l'8 novembre 1980 a Northridge, in California, Azura Skye ha frequentato la Brentwood School. Ha recitato in film come Bandits (con Bruce Willis e Cate Blanchett), Chiamata senza risposta e Take me To the River. Nel 1999 ha avuto una nomination per uno YoungStar Award per l'interpretazione in Zoe, Duncan, Jack & Jane.

## Filmografia

### Cinema
- EdTV, regia di Ron Howard (1999)
- Dementia, regia di Woody Keith (1999)
- 28 giorni (28 Days), regia di Betty Thomas (2000)
- Buck Naked Arson, regia di Amy Snow (2001)
- Amori in città... e tradimenti in campagna (Town & Country), regia di Peter Chelsom (2001)
- Bandits, regia di Barry Levinson (2001)
- Salton Sea - Incubi e menzogne (The Salton Sea), regia di D. J. Caruso (2002)
- Red Dragon, regia di Brett Ratner (2002)
- L'uomo dei miei sogni (Carolina), regia di Marleen Gorris (2003)
- Sexual Life, regia di Ken Kwapis (2004)
- The Wendell Baker Story, regia di Andrew Wilson e Luke Wilson (2005)
- Why Don't You Dance?, regia di Kellen Hertz e James Taylor (2005) - cortometraggio
- Wristcutters - Una storia d'amore (Wristcutters: A Love Story), regia di Goran Dukic (2006)
- Thanks to Gravity, regia di Jessica Kavana Dornbusch (2006)
- Heavens Fall, regia di Terry Green (2006)
- What We Do Is Secret, regia di Rodger Grossman (2007)
- Chiamata senza risposta (One Missed Call), regia di Eric Valette (2008)
- 20 Years After, regia di Jim Torres (2008)
- Least Among Saints, regia di Martin Papazian (2012)
- Ascent to Hell, regia di Dena Hysell (2014)
- Take Me to the River, regia di Matt Sobel (2015)
- Take Flight, regia di Richard Bridgland (2016)
- The Men, regia di Michael G. Cooney (2017)
- Gingerbread, regia di Kendell Courtney Klein (2017)
- The Swerve, regia di Dean Kapsalis (2018)

### Televisione
- Alone, regia di Michael Lindsay-Hogg (1997)
- A spasso con Katherine (Cab to Canada), regia di Christopher Leitch (1998)
- Expert Witness, regia di John McNaughton (2003)
- Mr. and Mrs. Smith, regia di Doug Liman (2007) - cortometraggio

### Serie TV
- Total Security – serie TV, episodi 1x13 (1997)
- Il tocco di un angelo (Touched by an Angel) – serie TV, episodi 4x04 (1997)
- Chicago Hope – serie TV, episodi 4x03 (1997)
- Zoe, Duncan, Jack & Jane – serie TV, 26 episodi (1999-2000)
- Gideon's Crossing – serie TV, episodi 1x19 (2001)
- Smallville – serie TV, episodi 1x10 (2002)
- The Wonderful World of Disney – serie TV, episodi 44x08 (2002)
- John Doe – serie TV, episodi 1x00 (2002)
- Giudice Amy (Judging Amy) – serie TV, episodi 4x01 (2002)
- Buffy l'ammazzavampiri (Buffy the Vampire Slayer) – serie TV, episodi 7x04-7x07 (2002)
- The Handler – serie TV, episodi 1x10 (2003)
- CSI: Miami – serie TV, 4 episodi (2003-2005)
- 1-800-Missing – serie TV, episodi 3x14 (2005)
- The Minor Accomplishments of Jackie Woodman – serie TV, 8 episodi (2006-2007)
- Dr. House - Medical Division (House M.D.) – serie TV, episodi 4x04 (2007)
- Bones – serie TV, episodi 3x05 (2007)
- Ghost Whisperer - Presenze (Ghost Whisperer) – serie TV, episodi 3x06 (2007)
- The Mentalist – serie TV, episodi 1x12 (2009)
- Hawthorne - Angeli in corsia (Hawthorne) – serie TV, episodi 1x03 (2009)
- Cold Case - Delitti irrisolti (Cold Case) – serie TV, episodi 7x19 (2010)
- American Horror Story – serie TV, 4 episodi (2011)
- Grimm – serie TV, episodio 1x16 (2012)
- Working the Engels – serie TV, 12 episodi (2014)
- Minority Report – serie TV, episodi 1x05 (2015)
- Girls – serie TV, episodi 6x06 (2017)
- The Good Doctor – serie TV, episodi 6x13 (2023)

## Doppiatrici italiane
Nelle versioni in italiano delle opere in cui ha recitato, Azura Skye è stata doppiata da:
- Valentina Mari in Smallville
- Rossella Acerbo in CSI: Miami (st. 1)
- Monica Bertolotti in CSI: Miami (st. 2-3)
- Emanuela Baroni in Dr. House - Medical Division
- Alessia Amendola in Ghost Whisperer - Presenze
- Selvaggia Quattrini in American Horror Story
- Laura Facchin in Stumptown